# دیوید کرامهولتز
دیوید کرامهولتز (به انگلیسی: David Krumholtz) (زاده ۱۵ می ۱۹۷۸) هنرپیشه آمریکایی است.
از فیلم‌های معروف او می‌توان به بازی در فیلم ارزش‌های خانواده آدامز، بابا نوئل، طوفان یخ، ۱۰ چیز درباره تو که ازشان متنفرم، چگونه سگ همسایه خود را بکشید، پیاده‌روهای نیویورک، هارولد و کومار به وایت کستل می‌روند، خیلی بد، دوستت دارم، مرد، این آخرشه، من نور را دیدم، سوخته، بابا نوئل ۲، زاغه‌های بورلی هیلز، رفتار بی‌فایده و احمقانه، زندگی با مایکی و تصنیف باستر اسکراگز اشاره کرد.